# Gabriel Sierra
Gabriel Sierra (San Juan Nepomuceno, Bolívar, Colombia, 1975) es un artista colombiano de arte contemporáneo.

## Carrera artística
Realizó estudios en diseño industrial en la Universidad Jorge Tadeo Lozano, ubicada en Bogotá, en 1999. Hizo numerosas residencias artísticas en varios países, como Estados Unidos, Reino Unido y Francia.

## Obra
Su obra se caracteriza por mezclar dos disciplinar, su actividad artística y su trabajo de diseñador industrial. Aprovecha ambas metodologías sin hacer uso exclusivo de alguna. Como diseñador produce objetos con función práctica o que cumplan con una utilidad para las personas.
Sus objetos son parte del contexto en el que se encuentra, adaptándose a la precariedad económica, a la recursividad, a la superviciencia. Asimismo intenta recuperar prácticas estéticas pasadas, así como materiales populares que son considerados como inapropiados. Su trabajo podría ubicarse contra la tendencia del auto-ecotismo. Produce objetos sencillos, limpios y austeros, concentrándose en la perfección formal. Aunque su intención, como él mismo apunta, no es que se valorice más al objeto que a la persona que lo utilizará.

## Estudios y residencias
1994-1999
- Diseño industrial, Universidad Jorge Tadeo Lozano, Bogotá, Colombia.

2006
- CAC bretigny en france

2009
- International Residency Programme. Gasworks, Londres, Reino Unido.

2012
- Irregular Hexagon: Colombian Artist in Residence. Cer Modern, Ankara, Turquía/
- Gertrude Contemporary, Melbourne, Australia.
- KADIST en San Francisco.

## Premios
- Premio Ciclo de Fotografía y Nuevos Medios. French Alliance, Bogotá, Colombia.

## Exposiciones individuales
2004
- Amorfo-Sin Título, Espacio la Rebeca, Bogotá, Colombia.
- NO DIGA SI DIGA OUI, Objetos y Estructuras Parafuncionales. Alianza francesa, Bogotá, Colombia.

2006
- Compuesto Verde, CAC Brétigny, Brétigny-sur Orge, Francia.
- Día de Frutas y Nubes Negras (stepmothernature_series), El Bodegón, Bogotá, Colombia.

2008
- Apéndice, Galería Casas Riegner, Bogotá, Colombia.

2010
- Art Positions, Art Basel – Miami, Estados Unidos.
- Sugestión de conversación entre una ventana desnuda y un paisaje indiscreto. Galería Luisa Strina, São Paulo, Brasil.

2011
- A trip to Vienna like Bruno Munari, Galería Martin Janda, Viena, Austria.

2012
- Gabriel Sierra. Centro Cultura Banco Brasil (CCBB), Sao Paulo, Brasil.

2013
- Thus Far. Peep Hole, Milán, Italia.
- ggaabbrriieell ssiieerrrraa. kurimanzutto, Ciudad de México, México.
- Gabriel Sierra. Casas Riegner Gallery, Bogotá, Colombia.

2016
- gabriel sierra. The Renaissance Society, Chicago, Illinois, Estados Unidos.
- Numbers in a Room. Sculpture Center, Nueva York, Estados Unidos.
- Gabriel Sierra. Before present. Kunsthalle Zürich, Zúrich, Suiza